# Interlands Chileens voetbalelftal 1980-1989
Deze pagina toont een chronologisch en gedetailleerd overzicht van de interlands die het Chileens voetbalelftal speelde in de periode 1980 – 1989.

## 1980
|                                                    |                             |       |                    |                                                                                            |
| 24 juni Vriendschappelijk № 318 «onderlinge duels» | Brazilië                    | 2 – 1 | Chili              | Estádio Mineirão, Belo Horizonte Toeschouwers: 26.111 Scheidsrechter: Óscar Scolfaro (BRA) |
| 24 juni Vriendschappelijk № 318 «onderlinge duels» | Zico 49' Toninho Cerezo 52' |       | 44' Patricio Yáñez | Estádio Mineirão, Belo Horizonte Toeschouwers: 26.111 Scheidsrechter: Óscar Scolfaro (BRA) |

|                                                        |         |       |       |                                                                                           |
| 21 augustus Vriendschappelijk № 319 «onderlinge duels» | Uruguay | 0 – 0 | Chili | Estadio Centenario, Montevideo Toeschouwers: onbekend Scheidsrechter: Teodoro Nitti (ARG) |
| 21 augustus Vriendschappelijk № 319 «onderlinge duels» |         |       |       | Estadio Centenario, Montevideo Toeschouwers: onbekend Scheidsrechter: Teodoro Nitti (ARG) |

|                                                                   |                                               |       |                                        |                                                                                                 |
| 18 september Vriendschappelijk № 320 «onderlinge duels» 20:45 uur | Argentinië                                    | 2 – 2 | Chili                                  | Estadio Malvinas Argentinas, Mendoza Toeschouwers: onbekend Scheidsrechter: Claudio Busca (ARG) |
| 18 september Vriendschappelijk № 320 «onderlinge duels» 20:45 uur | José Daniel Valencia 20' Ramón Ángel Díaz 41' |       | 44' Osvaldo Vargas 64' Sandrino Castec | Estadio Malvinas Argentinas, Mendoza Toeschouwers: onbekend Scheidsrechter: Claudio Busca (ARG) |

## 1981
|                                                     |                   |       |          |                                                                                       |
| 10 maart Vriendschappelijk № 321 «onderlinge duels» | Chili             | 1 – 0 | Colombia | Estadio Nacional, Santiago Toeschouwers: — Scheidsrechter: Gilberto Aristizábal (COL) |
| 10 maart Vriendschappelijk № 321 «onderlinge duels» | Óscar Herrera 29' |       |          | Estadio Nacional, Santiago Toeschouwers: — Scheidsrechter: Gilberto Aristizábal (COL) |

|                                                     |                       |       |                    | |
| 14 maart Vriendschappelijk № 322 «onderlinge duels» | Brazilië              | 2 – 1 | Chili              | Estádio Santa Cruz, Ribeirão Preto Toeschouwers: 56.000 Scheidsrechter: Romualdo Arppi Filho (BRA) |
| 14 maart Vriendschappelijk № 322 «onderlinge duels» | Zico 30' Reinaldo 46' |       | 50' Carlos Caszely | Estádio Santa Cruz, Ribeirão Preto Toeschouwers: 56.000 Scheidsrechter: Romualdo Arppi Filho (BRA) |

|                                                     |                             |       |                                       |                                                                                   |
| 19 maart Vriendschappelijk № 323 «onderlinge duels» | Colombia                    | 1 – 2 | Chili                                 | Estadio El Campín, Bogota Toeschouwers: 45.000 Scheidsrechter: Hernán Silva (CHI) |
| 19 maart Vriendschappelijk № 323 «onderlinge duels» | Willington Ortiz 37' (pen.) |       | 15' Carlos Caszely 20' Carlos Caszely | Estadio El Campín, Bogota Toeschouwers: 45.000 Scheidsrechter: Hernán Silva (CHI) |

|                                                     |                                                                   |       |      |                                                                                         |
| 19 april Vriendschappelijk № 324 «onderlinge duels» | Chili                                                             | 3 – 0 | Peru | Estadio Nacional, Santiago Toeschouwers: 32.000 Scheidsrechter: Arturo Ithurralde (ARG) |
| 19 april Vriendschappelijk № 324 «onderlinge duels» | Gustavo Moscoso 29' Carlos Caszely 66' (pen.) Gustavo Moscoso 75' |       |      | Estadio Nacional, Santiago Toeschouwers: 32.000 Scheidsrechter: Arturo Ithurralde (ARG) |

|                                                    |                  |       |                                                 |                                                                                     |
| 29 april Copa Pinto Duran № 325 «onderlinge duels» | Chili            | 1 – 2 | Uruguay                                         | Estadio Nacional, Santiago Toeschouwers: 28.000 Scheidsrechter: Teodoro Nitti (ARG) |
| 29 april Copa Pinto Duran № 325 «onderlinge duels» | Manuel Rojas 57' |       | 67' (pen.) Julio César Núñez 73' Nelson Agresta | Estadio Nacional, Santiago Toeschouwers: 28.000 Scheidsrechter: Teodoro Nitti (ARG) |

|                                                 |         |       |       |                                                                                      |
| 24 mei WK-kwalificatie № 326 «onderlinge duels» | Ecuador | 0 – 0 | Chili | Estadio Modelo, Guayaquil Toeschouwers: 49.000 Scheidsrechter: Juan Cardellino (URU) |
| 24 mei WK-kwalificatie № 326 «onderlinge duels» |         |       |       | Estadio Modelo, Guayaquil Toeschouwers: 49.000 Scheidsrechter: Juan Cardellino (URU) |

|                                                 |          |                    |       |                                                                                                   |
| 7 juni WK-kwalificatie № 327 «onderlinge duels» | Paraguay | 0 – 1              | Chili | Estadio Defensores del Chaco, Asunción Toeschouwers: 55.000 Scheidsrechter: Carlos Esposito (ARG) |
| 7 juni WK-kwalificatie № 327 «onderlinge duels» |          | 70' Patricio Yáñez |       | Estadio Defensores del Chaco, Asunción Toeschouwers: 55.000 Scheidsrechter: Carlos Esposito (ARG) |

|                                                  |                                     |       |         |                                                                                            |
| 14 juni WK-kwalificatie № 328 «onderlinge duels» | Chili                               | 2 – 0 | Ecuador | Estadio Nacional, Santiago Toeschouwers: 72.290 Scheidsrechter: Gilberto Aristizábal (COL) |
| 14 juni WK-kwalificatie № 328 «onderlinge duels» | Carlos Rivas 10' Carlos Caszely 50' |       |         | Estadio Nacional, Santiago Toeschouwers: 72.290 Scheidsrechter: Gilberto Aristizábal (COL) |

|                                                  |                                                              |       |          |                                                                                            |
| 21 juni WK-kwalificatie № 329 «onderlinge duels» | Chili                                                        | 3 – 0 | Paraguay | Estadio Nacional, Santiago Toeschouwers: 70.775 Scheidsrechter: Romualdo Arppi Filho (BRA) |
| 21 juni WK-kwalificatie № 329 «onderlinge duels» | Carlos Caszely 10' Patricio Yáñez 11' Miguel Ángel Neira 28' |       |          | Estadio Nacional, Santiago Toeschouwers: 70.775 Scheidsrechter: Romualdo Arppi Filho (BRA) |

|                                                   |                   |       |                             |                                                                                            |
| 5 juli Vriendschappelijk № 330 «onderlinge duels» | Chili             | 1 – 1 | Spanje                      | Estadio Nacional, Santiago Toeschouwers: 15.000 Scheidsrechter: Jorge Eduardo Romero (ARG) |
| 5 juli Vriendschappelijk № 330 «onderlinge duels» | Carlos Caszely 8' |       | 28' Jesús María Satrústegui | Estadio Nacional, Santiago Toeschouwers: 15.000 Scheidsrechter: Jorge Eduardo Romero (ARG) |

|                                                    |         |       |       |                                                                                       |
| 15 juli Vriendschappelijk № 331 «onderlinge duels» | Uruguay | 0 – 0 | Chili | Estadio Centenario, Montevideo Toeschouwers: 18.000 Scheidsrechter: Abel Gnecco (ARG) |
| 15 juli Vriendschappelijk № 331 «onderlinge duels» |         |       |       | Estadio Centenario, Montevideo Toeschouwers: 18.000 Scheidsrechter: Abel Gnecco (ARG) |

|                                                       |                    |       |                                      |                                                                                     |
| 5 augustus Vriendschappelijk № 332 «onderlinge duels» | Peru               | 1 – 2 | Chili                                | Estadio Nacional, Lima Toeschouwers: 45.000 Scheidsrechter: Sergio Leiblinger (PER) |
| 5 augustus Vriendschappelijk № 332 «onderlinge duels» | Jorge Olaechea 64' |       | 3' Carlos Caszely 19' Carlos Caszely | Estadio Nacional, Lima Toeschouwers: 45.000 Scheidsrechter: Sergio Leiblinger (PER) |

|                                                        |       |       |          |                                                                                    |
| 26 augustus Vriendschappelijk № 333 «onderlinge duels» | Chili | 0 – 0 | Brazilië | Estadio Nacional, Santiago Toeschouwers: 32.278 Scheidsrechter: Augusto Lamo (ESP) |
| 26 augustus Vriendschappelijk № 333 «onderlinge duels» |       |       |          | Estadio Nacional, Santiago Toeschouwers: 32.278 Scheidsrechter: Augusto Lamo (ESP) |

## 1982
|                                                     |                                                 |       |                           |                                                                                          |
| 23 maart Copa del Pacífico № 334 «onderlinge duels» | Chili                                           | 2 – 1 | Peru                      | Estadio Nacional, Santiago Toeschouwers: 49.800 Scheidsrechter: Edison Peréz Nuñez (PER) |
| 23 maart Copa del Pacífico № 334 «onderlinge duels» | Juan Carlos Letelier 13' Miguel Ángel Neira 29' |       | 17' (e.d.) Elías Figueroa | Estadio Nacional, Santiago Toeschouwers: 49.800 Scheidsrechter: Edison Peréz Nuñez (PER) |

|                                                     |                    |       |       |                                                                                |
| 30 maart Copa del Pacífico № 335 «onderlinge duels» | Peru               | 1 – 0 | Chili | Estadio Nacional, Lima Toeschouwers: 38.000 Scheidsrechter: Victor Ojeda (CHI) |
| 30 maart Copa del Pacífico № 335 «onderlinge duels» | Franco Navarro 38' |       |       | Estadio Nacional, Lima Toeschouwers: 38.000 Scheidsrechter: Victor Ojeda (CHI) |

|                                                   |                                         |       |                                                       |                                                                                       |
| 18 mei Vriendschappelijk № 336 «onderlinge duels» | Chili                                   | 2 – 3 | Roemenië                                              | Estadio Nacional, Santiago Toeschouwers: 28.000 Scheidsrechter: Guillermo Budge (CHI) |
| 18 mei Vriendschappelijk № 336 «onderlinge duels» | Vladimir Bigorra 55' Carlos Caszely 62' |       | 8' Michael Klein 25' Michael Klein 28' Ionel Augustin | Estadio Nacional, Santiago Toeschouwers: 28.000 Scheidsrechter: Guillermo Budge (CHI) |

|                                                   |                     |       |         |                                                                                    |
| 22 mei Vriendschappelijk № 337 «onderlinge duels» | Chili               | 1 – 0 | Ierland | Estadio Nacional, Santiago Toeschouwers: 25.000 Scheidsrechter: Victor Ojeda (CHI) |
| 22 mei Vriendschappelijk № 337 «onderlinge duels» | Miguel Ángel Gamboa |       |         | Estadio Nacional, Santiago Toeschouwers: 25.000 Scheidsrechter: Victor Ojeda (CHI) |

| WK voetbal 1982 |
| --------------- |

|                                                                 |       |           |                      |                                                                                            |
| 17 juni WK-eindronde Groep B № 338 «onderlinge duels» 17:15 uur | Chili | 0 – 1     | Oostenrijk           | Estadio Carlos Tartiere, Oviedo Toeschouwers: 22.500 Scheidsrechter: Juan Cardellino (URU) |
| 17 juni WK-eindronde Groep B № 338 «onderlinge duels» 17:15 uur |       | (details) | 21' Walter Schachner | Estadio Carlos Tartiere, Oviedo Toeschouwers: 22.500 Scheidsrechter: Juan Cardellino (URU) |

|                                                                 |                                                                                               |           |                     |                                                                                   |
| 20 juni WK-eindronde Groep B № 339 «onderlinge duels» 17:15 uur | West-Duitsland                                                                                | 4 – 1     | Chili               | Estadio El Molinón, Gijón Toeschouwers: 42.000 Scheidsrechter: Bruno Galler (SUI) |
| 20 juni WK-eindronde Groep B № 339 «onderlinge duels» 17:15 uur | Karl-Heinz Rummenigge 9' Karl-Heinz Rummenigge 57' Karl-Heinz Rummenigge 66' Uwe Reinders 81' | (details) | 90' Gustavo Moscoso | Estadio El Molinón, Gijón Toeschouwers: 42.000 Scheidsrechter: Bruno Galler (SUI) |

|                                                                 |                                                   |           |                                                        |                                                                                          |
| 24 juni WK-eindronde Groep B № 340 «onderlinge duels» 17:15 uur | Algerije                                          | 3 – 2     | Chili                                                  | Estadio Carlos Tartiere, Oviedo Toeschouwers: 16.000 Scheidsrechter: Rómulo Méndez (GUA) |
| 24 juni WK-eindronde Groep B № 340 «onderlinge duels» 17:15 uur | Salah Assad 7' Salah Assad 31' Tedj Bensaoula 35' | (details) | 59' (pen.) Miguel Ángel Neira 73' Juan Carlos Letelier | Estadio Carlos Tartiere, Oviedo Toeschouwers: 16.000 Scheidsrechter: Rómulo Méndez (GUA) |

|  |  |  |  |  |  |  |  |  |

## 1983
|                                                     |                                |       |                                                          |                                                                                      |
| 28 april Vriendschappelijk № 341 «onderlinge duels» | Brazilië                       | 3 – 2 | Chili                                                    | Maracanã, Rio de Janeiro Toeschouwers: 53.468 Scheidsrechter: Gabriel González (PAR) |
| 28 april Vriendschappelijk № 341 «onderlinge duels» | Careca 20' Éder 42' Renato 87' |       | 36' (pen.) Juan Carlos Orellana 61' Juan Carlos Orellana | Maracanã, Rio de Janeiro Toeschouwers: 53.468 Scheidsrechter: Gabriel González (PAR) |

|                                                   |                                           |       |                                        |                                                                                       |
| 12 mei Vriendschappelijk № 342 «onderlinge duels» | Chili                                     | 2 – 2 | Argentinië                             | Estadio Nacional, Santiago Toeschouwers: 19.615 Scheidsrechter: Juan Cardellino (URU) |
| 12 mei Vriendschappelijk № 342 «onderlinge duels» | Juan Carlos Orellana 35' Rodolfo Dubó 82' |       | 55' Norberto Alonso 80' Ricardo Gareca | Estadio Nacional, Santiago Toeschouwers: 19.615 Scheidsrechter: Juan Cardellino (URU) |

|                                                    |                   |       |       | |
| 23 juni Vriendschappelijk № 343 «onderlinge duels» | Argentinië        | 1 – 0 | Chili | Estadio Monumental, Buenos Aires Toeschouwers: 25.000 Scheidsrechter: Juan Francisco Escobar (PAR) |
| 23 juni Vriendschappelijk № 343 «onderlinge duels» | Carlos Morete 70' |       |       | Estadio Monumental, Buenos Aires Toeschouwers: 25.000 Scheidsrechter: Juan Francisco Escobar (PAR) |

|                                                    |                                        |       |                                             |                                                                                           |
| 14 juli Vriendschappelijk № 344 «onderlinge duels» | Colombia                               | 2 – 2 | Chili                                       | Estadio El Campín, Bogota Toeschouwers: 20.000 Scheidsrechter: Gilberto Aristizábal (COL) |
| 14 juli Vriendschappelijk № 344 «onderlinge duels» | Alex Valderrama 1' Alex Valderrama 46' |       | 52' (pen.) José Aravena 55' Osvaldo Hurtado | Estadio El Campín, Bogota Toeschouwers: 20.000 Scheidsrechter: Gilberto Aristizábal (COL) |

|                                                    |                  |       |                                           |                                                                                       |
| 19 juli Vriendschappelijk № 345 «onderlinge duels» | Bolivia          | 1 – 2 | Chili                                     | Estadio Hernando Siles, La Paz Toeschouwers: 16.000 Scheidsrechter: Jorge Pavon (BOL) |
| 19 juli Vriendschappelijk № 345 «onderlinge duels» | Carlos Borja 80' |       | 13' José Aravena 78' Juan Carlos Letelier | Estadio Hernando Siles, La Paz Toeschouwers: 16.000 Scheidsrechter: Jorge Pavon (BOL) |

|                                                    |      |               |       |                                                                           |
| 21 juli Copa del Pacífico № 346 «onderlinge duels» | Peru | 0 – 1         | Chili | Estadio Nacional, Lima Toeschouwers: — Scheidsrechter: Enrique Labó (PER) |
| 21 juli Copa del Pacífico № 346 «onderlinge duels» |      | 44' Juan Soto |       | Estadio Nacional, Lima Toeschouwers: — Scheidsrechter: Enrique Labó (PER) |

|                                                    |                 |       |       |                                                                                            |
| 24 juli Vriendschappelijk № 347 «onderlinge duels» | Paraguay        | 1 – 0 | Chili | Estadio Defensores del Chaco, Asunción Toeschouwers: — Scheidsrechter: Claudio Busca (ARG) |
| 24 juli Vriendschappelijk № 347 «onderlinge duels» | Ramon Hicks ??' |       |       | Estadio Defensores del Chaco, Asunción Toeschouwers: — Scheidsrechter: Claudio Busca (ARG) |

|                                                    |       |       |          |                                                                                   |
| 28 juli Vriendschappelijk № 348 «onderlinge duels» | Chili | 0 – 0 | Brazilië | Estadio Nacional, Santiago Toeschouwers: 20.000 Scheidsrechter: Abel Gnecco (ARG) |
| 28 juli Vriendschappelijk № 348 «onderlinge duels» |       |       |          | Estadio Nacional, Santiago Toeschouwers: 20.000 Scheidsrechter: Abel Gnecco (ARG) |

|                                                       |                                                   |       |      |                                                                                         |
| 3 augustus Copa del Pacífico № 349 «onderlinge duels» | Chili                                             | 2 – 0 | Peru | Estadio Carlos Dittborn, Arica Toeschouwers: 22.000 Scheidsrechter: Juan Silvagno (CHI) |
| 3 augustus Copa del Pacífico № 349 «onderlinge duels» | Juan Carlos Letelier 18' Juan Carlos Letelier 67' |       |      | Estadio Carlos Dittborn, Arica Toeschouwers: 22.000 Scheidsrechter: Juan Silvagno (CHI) |

|                                                        |                                                                      |       |                                       |                                                                                               |
| 17 augustus Vriendschappelijk № 350 «onderlinge duels» | Chili                                                                | 3 – 2 | Paraguay                              | Estadio Regional, Antofagasta Toeschouwers: 25.000 Scheidsrechter: Jorge Eduardo Romero (ARG) |
| 17 augustus Vriendschappelijk № 350 «onderlinge duels» | José Aravena ??' (pen.) Juan Carlos Letelier ??' Osvaldo Hurtado ??' |       | ??' Rogelio Delgado ??' Carlos Olmedo | Estadio Regional, Antofagasta Toeschouwers: 25.000 Scheidsrechter: Jorge Eduardo Romero (ARG) |

|                                                        |                                                                             |       |                                              |                                                                                   |
| 24 augustus Vriendschappelijk № 351 «onderlinge duels» | Chili                                                                       | 4 – 2 | Bolivia                                      | Estadio Carlos Dittborn, Arica Toeschouwers: — Scheidsrechter: Victor Ojeda (CHI) |
| 24 augustus Vriendschappelijk № 351 «onderlinge duels» | Juan Carlos Letelier 10' José Aravena 15' José Aravena 22' José Aravena 42' |       | 35' (pen.) Ovidio Mezza 52' Fernando Salinas | Estadio Carlos Dittborn, Arica Toeschouwers: — Scheidsrechter: Victor Ojeda (CHI) |

| Copa América 1983 |
| ----------------- |

|                                                   |                                         |       |                          |                                                                                          |
| 1 september Copa América № 352 «onderlinge duels» | Uruguay                                 | 2 – 1 | Chili                    | Estadio Centenario, Montevideo Toeschouwers: 30.000 Scheidsrechter: Arnaldo Coelho (BRA) |
| 1 september Copa América № 352 «onderlinge duels» | Eduardo Acevedo 45' Fernando Morena 63' |       | 76' Juan Carlos Orellana | Estadio Centenario, Montevideo Toeschouwers: 30.000 Scheidsrechter: Arnaldo Coelho (BRA) |

|                                                   |                                                                                           |       |           |                                                                                    |
| 8 september Copa América № 353 «onderlinge duels» | Chili                                                                                     | 5 – 0 | Venezuela | Estadio Nacional, Santiago Toeschouwers: 20.000 Scheidsrechter: Enrique Labó (PER) |
| 8 september Copa América № 353 «onderlinge duels» | Óscar Arriaza 22' Rodolfo Dubó 25' Jorge Aravena 35' Rubén Espinoza 51' Jorge Aravena 83' |       |           | Estadio Nacional, Santiago Toeschouwers: 20.000 Scheidsrechter: Enrique Labó (PER) |

|                                 |                                          |       |         |                                                                                     |
| 11 september Copa América № 354 | Chili                                    | 2 – 0 | Uruguay | Estadio Nacional, Santiago Toeschouwers: 55.000 Scheidsrechter: Teodoro Nitti (ARG) |
| 11 september Copa América № 354 | Rodolfo Dubó 9' Juan Carlos Letelier 80' |       |         | Estadio Nacional, Santiago Toeschouwers: 55.000 Scheidsrechter: Teodoro Nitti (ARG) |

|                                                    |           |       |       |                                                                                  |
| 21 september Copa América № 355 «onderlinge duels» | Venezuela | 0 – 0 | Chili | Estadio Olímpico, Caracas Toeschouwers: 3.000 Scheidsrechter: Elías Jácome (ECU) |
| 21 september Copa América № 355 «onderlinge duels» |           |       |       | Estadio Olímpico, Caracas Toeschouwers: 3.000 Scheidsrechter: Elías Jácome (ECU) |

|  |  |  |  |  |  |  |  |  |

## 1984
|                                                    |       |       |          |                                                                                         |
| 17 juni Vriendschappelijk № 356 «onderlinge duels» | Chili | 0 – 0 | Engeland | Estadio Nacional, Santiago Toeschouwers: 25.000 Scheidsrechter: Luís Carlos Félix (BRA) |
| 17 juni Vriendschappelijk № 356 «onderlinge duels» |       |       |          | Estadio Nacional, Santiago Toeschouwers: 25.000 Scheidsrechter: Luís Carlos Félix (BRA) |

|                                                    |        |       |       |                                                                                       |
| 25 juli Vriendschappelijk № 357 «onderlinge duels» | Canada | 0 – 0 | Chili | Commonwealth Stadium, Edmonton Toeschouwers: 6.137 Scheidsrechter: John Meachin (CAN) |
| 25 juli Vriendschappelijk № 357 «onderlinge duels» |        |       |       | Commonwealth Stadium, Edmonton Toeschouwers: 6.137 Scheidsrechter: John Meachin (CAN) |

|                                                       |                   |       |        |                                                                                             |
| 28 oktober Vriendschappelijk № 358 «onderlinge duels» | Chili             | 1 – 0 | Mexico | Estadio Nacional, Santiago Toeschouwers: onbekend Scheidsrechter: Juan Carlos Loustau (ARG) |
| 28 oktober Vriendschappelijk № 358 «onderlinge duels» | Jorge Aravena 26' |       |        | Estadio Nacional, Santiago Toeschouwers: onbekend Scheidsrechter: Juan Carlos Loustau (ARG) |

## 1985
|                                                       |                          |       |          |                                                                                           |
| 6 februari Vriendschappelijk № 359 «onderlinge duels» | Chili                    | 1 – 0 | Paraguay | Estadio Sausalito, Viña del Mar Toeschouwers: 21.000 Scheidsrechter: Sergio Vazquez (CHI) |
| 6 februari Vriendschappelijk № 359 «onderlinge duels» | Jorge Aravena ??' (pen.) |       |          | Estadio Sausalito, Viña del Mar Toeschouwers: 21.000 Scheidsrechter: Sergio Vazquez (CHI) |

|                                                       |                                            |       |         |                                                                                           |
| 8 februari Vriendschappelijk № 360 «onderlinge duels» | Chili                                      | 2 – 0 | Finland | Estadio Sausalito, Viña del Mar Toeschouwers: 8.220 Scheidsrechter: Guillermo Budge (CHI) |
| 8 februari Vriendschappelijk № 360 «onderlinge duels» | Juan Carlos Letelier 30' Jorge Aravena 60' |       |         | Estadio Sausalito, Viña del Mar Toeschouwers: 8.220 Scheidsrechter: Guillermo Budge (CHI) |

|                                                        |                          |       |                      |                                                                                    |
| 21 februari Vriendschappelijk № 361 «onderlinge duels» | Chili                    | 1 – 1 | Colombia             | Estadio Nacional, Santiago Toeschouwers: 25.000 Scheidsrechter: Víctor Ojeda (CHI) |
| 21 februari Vriendschappelijk № 361 «onderlinge duels» | Juan Carlos Letelier 90' |       | 35' Eduardo Vilarete | Estadio Nacional, Santiago Toeschouwers: 25.000 Scheidsrechter: Víctor Ojeda (CHI) |

|                                                        |                |       |                                       |                                                                                  |
| 24 februari Vriendschappelijk № 362 «onderlinge duels» | Chili          | 1 – 2 | Peru                                  | Estadio Nacional, Santiago Toeschouwers: 70.000 Scheidsrechter: Mario Lira (CHI) |
| 24 februari Vriendschappelijk № 362 «onderlinge duels» | Hugo Rubio 74' |       | 10' José Velasquez 54' Franco Navarro | Estadio Nacional, Santiago Toeschouwers: 70.000 Scheidsrechter: Mario Lira (CHI) |

|                                                  |                           |       |                          |                                                                                                |
| 3 maart WK-kwalificatie № 363 «onderlinge duels» | Ecuador                   | 1 – 1 | Chili                    | Estadio Olímpico Atahualpa, Quito Toeschouwers: 43.786 Scheidsrechter: José Ramiz Wright (BRA) |
| 3 maart WK-kwalificatie № 363 «onderlinge duels» | Hans Maldonado 43' (pen.) |       | 32' Juan Carlos Letelier | Estadio Olímpico Atahualpa, Quito Toeschouwers: 43.786 Scheidsrechter: José Ramiz Wright (BRA) |

|                                                    |                  |       |                   |                                                                                |
| 9 maart Vriendschappelijk № 364 «onderlinge duels» | Peru             | 1 – 1 | Chili             | Estadio Nacional, Lima Toeschouwers: 30.000 Scheidsrechter: José Ramirez (PER) |
| 9 maart Vriendschappelijk № 364 «onderlinge duels» | Jorge Hirano 30' |       | 90' Jorge Aravena | Estadio Nacional, Lima Toeschouwers: 30.000 Scheidsrechter: José Ramirez (PER) |

|                                                   | |       |                                           |                                                                                      |
| 17 maart WK-kwalificatie № 365 «onderlinge duels» | Chili | 6 – 2 | Ecuador                                   | Estadio Nacional, Santiago Toeschouwers: 60.580 Scheidsrechter: Orazio di Rosa (VEN) |
| 17 maart WK-kwalificatie № 365 «onderlinge duels» | Héctor Puebla 21' Carlos Caszely 30' Alejandro Hisis 35' Carlos Caszely 40' Jorge Aravena 50' Jorge Aravena 89' |       | 38' Fernando Baldeón 43' Fernando Baldeón | Estadio Nacional, Santiago Toeschouwers: 60.580 Scheidsrechter: Orazio di Rosa (VEN) |

|                                                   |                                  |       |         |                                                                                  |
| 24 maart WK-kwalificatie № 366 «onderlinge duels» | Chili                            | 2 – 0 | Uruguay | Estadio Nacional, Santiago Toeschouwers: 79.560 Scheidsrechter: Jesús Díaz (COL) |
| 24 maart WK-kwalificatie № 366 «onderlinge duels» | Hugo Rubio 28' Jorge Aravena 53' |       |         | Estadio Nacional, Santiago Toeschouwers: 79.560 Scheidsrechter: Jesús Díaz (COL) |

|                                                  |                                            |       |                          |                                                                                           |
| 7 april WK-kwalificatie № 367 «onderlinge duels» | Uruguay                                    | 2 – 1 | Chili                    | Estadio Centenario, Montevideo Toeschouwers: 67.175 Scheidsrechter: Carlos Esposito (ARG) |
| 7 april WK-kwalificatie № 367 «onderlinge duels» | José Alberto Batista 8' Venancio Ramos 57' |       | 28' (pen.) Jorge Aravena | Estadio Centenario, Montevideo Toeschouwers: 67.175 Scheidsrechter: Carlos Esposito (ARG) |

|                                                   |                                         |       |       |                                                                                           |
| 14 mei Vriendschappelijk № 368 «onderlinge duels» | Argentinië                              | 2 – 0 | Chili | Estadio Monumental, Buenos Aires Toeschouwers: 35.000 Scheidsrechter: Carlos Maciel (PAR) |
| 14 mei Vriendschappelijk № 368 «onderlinge duels» | Jorge Burruchaga ??' Diego Maradona ??' |       |       | Estadio Monumental, Buenos Aires Toeschouwers: 35.000 Scheidsrechter: Carlos Maciel (PAR) |

|                                                   |                                  |       |                       |                                                                                    |
| 21 mei Vriendschappelijk № 369 «onderlinge duels» | Chili                            | 2 – 1 | Brazilië              | Estadio Nacional, Santiago Toeschouwers: 25.000 Scheidsrechter: Óscar Ortubé (BOL) |
| 21 mei Vriendschappelijk № 369 «onderlinge duels» | Hugo Rubio 8' Carlos Caszely 43' |       | 58' Walter Casagrande | Estadio Nacional, Santiago Toeschouwers: 25.000 Scheidsrechter: Óscar Ortubé (BOL) |

|                                                   |                               |       |                   | |
| 8 juni Vriendschappelijk № 370 «onderlinge duels» | Brazilië                      | 3 – 1 | Chili             | Estádio Olímpico Monumental, Porto Alegre Toeschouwers: 35.351 Scheidsrechter: Ricardo Calabria (ARG) |
| 8 juni Vriendschappelijk № 370 «onderlinge duels» | Zico 35' Leandro 45' Zico 49' |       | 76' Alfredo Núñez | Estádio Olímpico Monumental, Porto Alegre Toeschouwers: 35.351 Scheidsrechter: Ricardo Calabria (ARG) |

|                                                        |                                  |       |                          |                                                                                            |
| 25 augustus Vriendschappelijk № 371 «onderlinge duels» | Mexico                           | 2 – 1 | Chili                    | Memorial Coliseum, Los Angeles Toeschouwers: 35.351 Scheidsrechter: Toros Kibritjian (USA) |
| 25 augustus Vriendschappelijk № 371 «onderlinge duels» | Hugo Sanchez 43' Luis Flores 66' |       | doelpuntenmaker onbekend | Memorial Coliseum, Los Angeles Toeschouwers: 35.351 Scheidsrechter: Toros Kibritjian (USA) |

|                                                      |          |       |       |                                                                            |
| 9 oktober Vriendschappelijk № 372 «onderlinge duels» | Paraguay | 0 – 0 | Chili | Estadio Defensores del Chaco, Asunción Scheidsrechter: Carlos Maciel (PAR) |
| 9 oktober Vriendschappelijk № 372 «onderlinge duels» |          |       |       | Estadio Defensores del Chaco, Asunción Scheidsrechter: Carlos Maciel (PAR) |

|                                                       |                               |       |         |                                                               |
| 16 oktober Vriendschappelijk № 373 «onderlinge duels» | Chili                         | 1 – 0 | Uruguay | Estadio Nacional, Santiago Scheidsrechter: Víctor Ojeda (CHI) |
| 16 oktober Vriendschappelijk № 373 «onderlinge duels» | Miguel Ángel Neira ??' (pen.) |       |         | Estadio Nacional, Santiago Scheidsrechter: Víctor Ojeda (CHI) |

|                                                       |       |       |          |                                                                                     |
| 19 oktober Vriendschappelijk № 374 «onderlinge duels» | Chili | 0 – 0 | Paraguay | Estadio Nacional, Santiago Toeschouwers: 20.000 Scheidsrechter: Enrique Marín (CHI) |
| 19 oktober Vriendschappelijk № 374 «onderlinge duels» |       |       |          | Estadio Nacional, Santiago Toeschouwers: 20.000 Scheidsrechter: Enrique Marín (CHI) |

|                                                     |                                                                             |       |                                       |                                                                                           |
| 27 oktober WK-kwalificatie № 374 «onderlinge duels» | Chili                                                                       | 4 – 2 | Peru                                  | Estadio Nacional, Santiago Toeschouwers: 36.036 Scheidsrechter: José Martinez Bazan (URU) |
| 27 oktober WK-kwalificatie № 374 «onderlinge duels» | Jorge Aravena 7' Hugo Rubio 9' Alejandro Hisis 15' Jorge Aravena 65' (pen.) |       | 45' Franco Navarro 77' Franco Navarro | Estadio Nacional, Santiago Toeschouwers: 36.036 Scheidsrechter: José Martinez Bazan (URU) |

|                                                       |       |       |          |                                                 |
| 29 oktober Vriendschappelijk № 375 «onderlinge duels» | Chili | 0 – 0 | Paraguay | Estadio Nacional, Santiago Toeschouwers: 20.000 |
| 29 oktober Vriendschappelijk № 375 «onderlinge duels» |       |       |          | Estadio Nacional, Santiago Toeschouwers: 20.000 |

|                                                     |      |                   |       |                                                                                  |
| 3 november WK-kwalificatie № 376 «onderlinge duels» | Peru | 0 – 1             | Chili | Estadio Nacional, Lima Toeschouwers: 43.408 Scheidsrechter: Arnaldo Coelho (BRA) |
| 3 november WK-kwalificatie № 376 «onderlinge duels» |      | 64' Jorge Aravena |       | Estadio Nacional, Lima Toeschouwers: 43.408 Scheidsrechter: Arnaldo Coelho (BRA) |

|                                                      |                                                                 |       |       |                                                                                                  |
| 10 november WK-kwalificatie № 377 «onderlinge duels» | Paraguay                                                        | 3 – 0 | Chili | Estadio Defensores del Chaco, Asunción Toeschouwers: 28.818 Scheidsrechter: Arnaldo Coelho (BRA) |
| 10 november WK-kwalificatie № 377 «onderlinge duels» | Roberto Cabañas 9' Rogelio Delgado 46' Lizardo Garrido 84' (ed) |       |       | Estadio Defensores del Chaco, Asunción Toeschouwers: 28.818 Scheidsrechter: Arnaldo Coelho (BRA) |

|                                                      |                                |       |                                               |                                                                                       |
| 17 november WK-kwalificatie № 378 «onderlinge duels» | Chili                          | 2 – 2 | Paraguay                                      | Estadio Nacional, Santiago Toeschouwers: 51.090 Scheidsrechter: Juan Cardellino (URU) |
| 17 november WK-kwalificatie № 378 «onderlinge duels» | Hugo Rubio 13' Jorge Múñoz 79' |       | 22' Vladimir Schettina 39' Julio César Romero | Estadio Nacional, Santiago Toeschouwers: 51.090 Scheidsrechter: Juan Cardellino (URU) |

## 1986
|                                                  |                       |       |                   | |
| 7 mei Vriendschappelijk № 379 «onderlinge duels» | Brazilië              | 1 – 1 | Chili             | Estádio Major Antônio Couto Pereira, Curitiba Toeschouwers: onbekend Scheidsrechter: Carlos Rosa Martins (BRA) |
| 7 mei Vriendschappelijk № 379 «onderlinge duels» | Walter Casagrande 81' |       | 27' Mariano Puyol | Estádio Major Antônio Couto Pereira, Curitiba Toeschouwers: onbekend Scheidsrechter: Carlos Rosa Martins (BRA) |

## 1987
|                                 |                    |       |                                                 |                                                                                           |
| 19 juni Vriendschappelijk № 380 | Peru               | 1 – 3 | Chili                                           | Estadio Nacional José Díaz, Lima Toeschouwers: 2.223 Scheidsrechter: Samuel Alarcón (PER) |
| 19 juni Vriendschappelijk № 380 | Franco Navarro 57' |       | 70' Carlos Soto 72' Ivo Basay 74' Iván Zamorano | Estadio Nacional José Díaz, Lima Toeschouwers: 2.223 Scheidsrechter: Samuel Alarcón (PER) |

|                                 |                                   |       |       |                                                                                          |
| 21 juni Vriendschappelijk № 381 | Peru                              | 2 – 0 | Chili | Estadio Nacional José Díaz, Lima Toeschouwers: 12.000 Scheidsrechter: José Ramírez (PER) |
| 21 juni Vriendschappelijk № 381 | Anselmo Soto 20' Jorge Hirano 70' |       |       | Estadio Nacional José Díaz, Lima Toeschouwers: 12.000 Scheidsrechter: José Ramírez (PER) |

|                                 |                     |       |      |                                                                                   |
| 24 juni Vriendschappelijk № 382 | Chili               | 1 – 0 | Peru | Estadio Nacional, Santiago Toeschouwers: 3.583 Scheidsrechter: Víctor Ojeda (CHI) |
| 24 juni Vriendschappelijk № 382 | Osvaldo Hurtado 18' |       |      | Estadio Nacional, Santiago Toeschouwers: 3.583 Scheidsrechter: Víctor Ojeda (CHI) |

| Copa América 1987 |
| ----------------- |

|                                    |                                                                 |       |                         |                                                                                   |
| 30 juni Copa América Groep B № 383 | Chili                                                           | 3 – 1 | Venezuela               | Estadio Córdoba, Córdoba Toeschouwers: 5.000 Scheidsrechter: Luis Barrancos (BOL) |
| 30 juni Copa América Groep B № 383 | Juan Carlos Letelier 17' Jorge Contreras 70' Sergio Salgado 83' |       | 24' (pen.) Pedro Acosta | Estadio Córdoba, Córdoba Toeschouwers: 5.000 Scheidsrechter: Luis Barrancos (BOL) |

|                                   |                                                                               |       |          |                                                                                     |
| 3 juli Copa América Groep B № 384 | Chili                                                                         | 4 – 0 | Brazilië | Estadio Córdoba, Córdoba Toeschouwers: 15.000 Scheidsrechter: Juan Cardellino (URU) |
| 3 juli Copa América Groep B № 384 | Ivo Basay 41' Juan Carlos Letelier 48' Ivo Basay 68' Juan Carlos Letelier 75' |       |          | Estadio Córdoba, Córdoba Toeschouwers: 15.000 Scheidsrechter: Juan Cardellino (URU) |

|                                        |                                       |       |                            |                                                                                          |
| 8 juli Copa América Halve finale № 385 | Chili                                 | 2 – 1 | Colombia                   | Estadio Córdoba, Córdoba Toeschouwers: 10.000 Scheidsrechter: Romualdo Arppi Filho (BRA) |
| 8 juli Copa América Halve finale № 385 | Fernando Astengo 106' Jaime Vera 108' |       | 103' (pen.) Bernardo Redín | Estadio Córdoba, Córdoba Toeschouwers: 10.000 Scheidsrechter: Romualdo Arppi Filho (BRA) |

|                                   |                      |       |       |                                                                                                  |
| 12 juli Copa América Finale № 386 | Uruguay              | 1 – 0 | Chili | Estadio Monumental, Buenos Aires Toeschouwers: 35.000 Scheidsrechter: Romualdo Arppi Filho (BRA) |
| 12 juli Copa América Finale № 386 | Pablo Bengoechea 56' |       |       | Estadio Monumental, Buenos Aires Toeschouwers: 35.000 Scheidsrechter: Romualdo Arppi Filho (BRA) |

|  |  |  |  |  |  |  |  |  |

|                                    |                                         |       |                    |                                                                                               |
| 9 december Vriendschappelijk № 387 | Brazilië                                | 2 – 1 | Chili              | Parque do Sabiá, Uberlândia Toeschouwers: 40.000 Scheidsrechter: Juan Francisco Escobar (PAR) |
| 9 december Vriendschappelijk № 387 | Valdo Candido 46' Renato Portaluppi 53' |       | 36' Rubén Martínez | Parque do Sabiá, Uberlândia Toeschouwers: 40.000 Scheidsrechter: Juan Francisco Escobar (PAR) |

## 1988
|                                       |       |                        |             |                                                                                         |
| 23 mei Sir Stanley Matthews Cup № 388 | Chili | 0 – 1                  | Griekenland | Varsity Stadium, Toronto Toeschouwers: 11.106 Scheidsrechter: Antonio Evangelista (CAN) |
| 23 mei Sir Stanley Matthews Cup № 388 |       | 61' Nikos Anastopoulos |             | Varsity Stadium, Toronto Toeschouwers: 11.106 Scheidsrechter: Antonio Evangelista (CAN) |

|                                       |            |       |       |                                                                                     |
| 25 mei Sir Stanley Matthews Cup № 389 | Canada     | 1 – 0 | Chili | Varsity Stadium, Toronto Toeschouwers: 4.178 Scheidsrechter: Rosario Lo Bello (ITA) |
| 25 mei Sir Stanley Matthews Cup № 389 | Ian Bridge |       |       | Varsity Stadium, Toronto Toeschouwers: 4.178 Scheidsrechter: Rosario Lo Bello (ITA) |

|                                |                          |       |               |                                  |
| 1 juni Vriendschappelijk № 390 | Verenigde Staten         | 1 – 1 | Chili         | Banner Island Ballpark, Stockton |
| 1 juni Vriendschappelijk № 390 | Eric Eichmann ??' (pen.) |       | ??' Ivo Basay | Banner Island Ballpark, Stockton |

|                                |                         |       |                                                        |                                |
| 3 juni Vriendschappelijk № 391 | Verenigde Staten        | 1 – 3 | Chili                                                  | Jack Murphy Stadium, San Diego |
| 3 juni Vriendschappelijk № 391 | Hernan Borja 13' (pen.) |       | 58' Osvaldo Hurtado 64' Sergio Salgado 77' Óscar Rojas | Jack Murphy Stadium, San Diego |

|                                |                  |                                                           |       |                           |
| 5 juni Vriendschappelijk № 392 | Verenigde Staten | 0 – 3                                                     | Chili | Ratcliffe Stadium, Fresno |
| 5 juni Vriendschappelijk № 392 |                  | ??' Sergio Salgado ??' Osvaldo Hurtado ??' Sergio Salgado |       | Ratcliffe Stadium, Fresno |

|                                      |                                                                |       |                   |                                                                                   |
| 13 september Vriendschappelijk № 393 | Chili                                                          | 3 – 1 | Ecuador           | Estadio La Portada, La Serena Toeschouwers: 4.000 Scheidsrechter: Pedro Roa (CHI) |
| 13 september Vriendschappelijk № 393 | Sergio Salgado 6' Marcelo Álvarez 66' Wilson Macías 87' (e.d.) |       | 72' Hamilton Cuvi | Estadio La Portada, La Serena Toeschouwers: 4.000 Scheidsrechter: Pedro Roa (CHI) |

|                                  |                                           |       |       | |
| 27 september Copa Boquerón № 394 | Paraguay                                  | 2 – 0 | Chili | Estadio Defensores del Chaco, Asunción Toeschouwers: 12.000 Scheidsrechter: Luis Carlos Félix (BRA) |
| 27 september Copa Boquerón № 394 | Ramón Escobar 11' Patricio Reyes 30' (ed) |       |       | Estadio Defensores del Chaco, Asunción Toeschouwers: 12.000 Scheidsrechter: Luis Carlos Félix (BRA) |

|                                  |       |       |         | |
| 29 september Copa Boquerón № 395 | Chili | 0 – 0 | Ecuador | Estadio Defensores del Chaco, Asunción Toeschouwers: 15.000 Scheidsrechter: Asterio Martínez (PAR) |
| 29 september Copa Boquerón № 395 |       |       |         | Estadio Defensores del Chaco, Asunción Toeschouwers: 15.000 Scheidsrechter: Asterio Martínez (PAR) |

|                                    |                                      |       |      |                                                                                            |
| 25 oktober Copa del Pacífico № 396 | Chili                                | 2 – 0 | Peru | Estadio Carlos Dittborn, Arica Toeschouwers: 7.656 Scheidsrechter: Juan Pablo Torres (CHI) |
| 25 oktober Copa del Pacífico № 396 | Rubén Espinoza 37' Hugo González 83' |       |      | Estadio Carlos Dittborn, Arica Toeschouwers: 7.656 Scheidsrechter: Juan Pablo Torres (CHI) |

|                                   |                           |       |                  |                                                                                       |
| 1 november Copa Pinto Durán № 397 | Chili                     | 1 – 1 | Uruguay          | Estadio Regional, Concepción Toeschouwers: 16.301 Scheidsrechter: Carlos Robles (CHI) |
| 1 november Copa Pinto Durán № 397 | Rubén Espinoza 89' (pen.) |       | 86' Daniel Vidal | Estadio Regional, Concepción Toeschouwers: 16.301 Scheidsrechter: Carlos Robles (CHI) |

|                                   |                                                                |       |                    |                                                                                          |
| 9 november Copa Pinto Durán № 398 | Uruguay                                                        | 3 – 1 | Chili              | Estadio Centenario, Montevideo Toeschouwers: 6.470 Scheidsrechter: José Cardellino (URU) |
| 9 november Copa Pinto Durán № 398 | Rubén da Silva 71' (pen.) Enrique Báez 79' Sergio Martínez 87' |       | 89' Rubén Espinoza | Estadio Centenario, Montevideo Toeschouwers: 6.470 Scheidsrechter: José Cardellino (URU) |

|                                     |                    |       |                       |                                                                                            |
| 23 november Copa del Pacífico № 399 | Peru               | 1 – 1 | Chili                 | Estadio Nacional José Díaz, Lima Toeschouwers: 25.000 Scheidsrechter: Walter Barrios (PER) |
| 23 november Copa del Pacífico № 399 | Domingo Farfán 58' |       | 29' Patricio Mardones | Estadio Nacional José Díaz, Lima Toeschouwers: 25.000 Scheidsrechter: Walter Barrios (PER) |

## 1989
|                                                       |                 |       |       | |
| 29 januari Vriendschappelijk № 400 «onderlinge duels» | Ecuador         | 1 – 0 | Chili | Estadio Monumental de Barcelona, Guayaquil Toeschouwers: 13.000 Scheidsrechter: Alfredo Rodas (ECU) |
| 29 januari Vriendschappelijk № 400 «onderlinge duels» | Raúl Avilés 41' |       |       | Estadio Monumental de Barcelona, Guayaquil Toeschouwers: 13.000 Scheidsrechter: Alfredo Rodas (ECU) |

|                                                     |      |       |       |                                                                                              |
| 1 februari Copa Centenario № 401 «onderlinge duels» | Peru | 0 – 0 | Chili | Estadio Centenario, Armenia Toeschouwers: onbekend Scheidsrechter: Armando Pérez Hoyos (COL) |
| 1 februari Copa Centenario № 401 «onderlinge duels» |      |       |       | Estadio Centenario, Armenia Toeschouwers: onbekend Scheidsrechter: Armando Pérez Hoyos (COL) |

|                                                     |                    |       |       |                                                                                             |
| 5 februari Copa Centenario № 402 «onderlinge duels» | Colombia           | 1 – 0 | Chili | Estadio Centenario, Armenia Toeschouwers: onbekend Scheidsrechter: José Torres Cadena (COL) |
| 5 februari Copa Centenario № 402 «onderlinge duels» | Bernardo Redín 62' |       |       | Estadio Centenario, Armenia Toeschouwers: onbekend Scheidsrechter: José Torres Cadena (COL) |

|                                                     |                           |       |                 |                                                                                      |
| 20 april Vriendschappelijk № 403 «onderlinge duels» | Chili                     | 1 – 1 | Argentinië      | Estadio Nacional, Santiago Toeschouwers: 11.663 Scheidsrechter: Octavio Sierra (COL) |
| 20 april Vriendschappelijk № 403 «onderlinge duels» | Rubén Espinoza 69' (pen.) |       | 17' Mauro Airez | Estadio Nacional, Santiago Toeschouwers: 11.663 Scheidsrechter: Octavio Sierra (COL) |

|                                                   |                    |       |           |                                                                                     |
| 5 mei Drielandentoernooi № 404 «onderlinge duels» | Chili              | 1 – 0 | Guatemala | Memorial Coliseum, Los Angeles Toeschouwers: 18.000 Scheidsrechter: Jay Majid (USA) |
| 5 mei Drielandentoernooi № 404 «onderlinge duels» | Rubén Martínez 67' |       |           | Memorial Coliseum, Los Angeles Toeschouwers: 18.000 Scheidsrechter: Jay Majid (USA) |

|                                                   |             |                 |       |                                                                                          |
| 7 mei Drielandentoernooi № 405 «onderlinge duels» | El Salvador | 0 – 1           | Chili | Memorial Coliseum, Los Angeles Toeschouwers: 10.997 Scheidsrechter: Edward Bellion (USA) |
| 7 mei Drielandentoernooi № 405 «onderlinge duels» |             | 80' Raúl Ormeño |       | Memorial Coliseum, Los Angeles Toeschouwers: 10.997 Scheidsrechter: Edward Bellion (USA) |

|                                                  |          |       |       |                                                                                     |
| 23 mei Stanley Rous Cup № 406 «onderlinge duels» | Engeland | 0 – 0 | Chili | Wembley Stadium, Londen Toeschouwers: 15.628 Scheidsrechter: Erik Fredriksson (SWE) |
| 23 mei Stanley Rous Cup № 406 «onderlinge duels» |          |       |       | Wembley Stadium, Londen Toeschouwers: 15.628 Scheidsrechter: Erik Fredriksson (SWE) |

|                                                   |               |                      |       |                                                                              |
| 26 mei Vriendschappelijk № 407 «onderlinge duels» | Noord-Ierland | 0 – 1                | Chili | Windsor Park, Belfast Toeschouwers: 2.500 Scheidsrechter: George Smith (SCO) |
| 26 mei Vriendschappelijk № 407 «onderlinge duels» |               | 43' Fernando Astengo |       | Windsor Park, Belfast Toeschouwers: 2.500 Scheidsrechter: George Smith (SCO) |

|                                                  |                                    |       |       |                                                                               |
| 30 mei Stanley Rous Cup № 408 «onderlinge duels» | Schotland                          | 2 – 0 | Chili | Hampden Park, Glasgow Toeschouwers: 9.006 Scheidsrechter: Alexis Ponnet (BEL) |
| 30 mei Stanley Rous Cup № 408 «onderlinge duels» | Alan McInally 5' Murdo MacLeod 53' |       |       | Hampden Park, Glasgow Toeschouwers: 9.006 Scheidsrechter: Alexis Ponnet (BEL) |

|                                                   |                                              |       |       |                                                                                                   |
| 3 juni Vriendschappelijk № 409 «onderlinge duels» | Egypte                                       | 2 – 0 | Chili | Cairo International Stadium, Cairo Toeschouwers: 20.000 Scheidsrechter: Mohamed Hossameldin (EGY) |
| 3 juni Vriendschappelijk № 409 «onderlinge duels» | Gamal Abdel Hamid 9' Hesham Abdel Rasoul 40' |       |       | Cairo International Stadium, Cairo Toeschouwers: 20.000 Scheidsrechter: Mohamed Hossameldin (EGY) |

|                                                    |                                       |       |                                     |                                                                                           |
| 19 juni Vriendschappelijk № 410 «onderlinge duels» | Uruguay                               | 2 – 2 | Chili                               | Estadio Centenario, Montevideo Toeschouwers: 20.516 Scheidsrechter: Ernesto Filippi (URU) |
| 19 juni Vriendschappelijk № 410 «onderlinge duels» | Gabriel Correa 55' Gabriel Correa 73' |       | 34' Hugo González 66' Jaime Pizarro | Estadio Centenario, Montevideo Toeschouwers: 20.516 Scheidsrechter: Ernesto Filippi (URU) |

|                                                    |         |                      |       | |
| 22 juni Vriendschappelijk № 411 «onderlinge duels» | Bolivia | 0 – 1                | Chili | Estadio Ramón Tahuichi Aguilera, Santa Cruz Toeschouwers: 20.252 Scheidsrechter: Humberto Aliaga (BOL) |
| 22 juni Vriendschappelijk № 411 «onderlinge duels» |         | 17' Juan Covarrubias |       | Estadio Ramón Tahuichi Aguilera, Santa Cruz Toeschouwers: 20.252 Scheidsrechter: Humberto Aliaga (BOL) |

|                                                    |                                              |       |                   |                                                                                           |
| 27 juni Vriendschappelijk № 412 «onderlinge duels» | Chili                                        | 2 – 1 | Bolivia           | Estadio Nacional, Santiago Toeschouwers: 16.092 Scheidsrechter: Salvador Imperatore (CHI) |
| 27 juni Vriendschappelijk № 412 «onderlinge duels» | Juan Covarrubias 1' Jaime Pizarro 40' (pen.) |       | 90' Arturo García | Estadio Nacional, Santiago Toeschouwers: 16.092 Scheidsrechter: Salvador Imperatore (CHI) |

| Copa América 1989 |
| ----------------- |

|                                                      |                      |       |       |                                                                                          |
| 2 juli Copa América Groep B № 413 «onderlinge duels» | Argentinië           | 1 – 0 | Chili | Estádio Serra Dourada, Goiânia Toeschouwers: 40.000 Scheidsrechter: Arnaldo Coelho (BRA) |
| 2 juli Copa América Groep B № 413 «onderlinge duels» | Claudio Caniggia 55' |       |       | Estádio Serra Dourada, Goiânia Toeschouwers: 40.000 Scheidsrechter: Arnaldo Coelho (BRA) |

|                                                      |                                                           |       |       |                                                                                       |
| 6 juli Copa América Groep B № 414 «onderlinge duels» | Uruguay                                                   | 3 – 0 | Chili | Estádio Serra Dourada, Goiânia Toeschouwers: 3.000 Scheidsrechter: José Ramírez (PER) |
| 6 juli Copa América Groep B № 414 «onderlinge duels» | Rubén Sosa 44' Antonio Alzamendi 73' Enzo Francescoli 78' |       |       | Estádio Serra Dourada, Goiânia Toeschouwers: 3.000 Scheidsrechter: José Ramírez (PER) |

|                                                      |                                                                                              |       |         |                                                                                           |
| 8 juli Copa América Groep B № 415 «onderlinge duels» | Chili                                                                                        | 5 – 0 | Bolivia | Estádio Serra Dourada, Goiânia Toeschouwers: 3.000 Scheidsrechter: Nelson Rodríguez (VEN) |
| 8 juli Copa América Groep B № 415 «onderlinge duels» | Juvenal Olmos 9' Jaime Ramírez 10' Fernando Astengo 55' Jaime Pizarro 68' Patricio Reyes 85' |       |         | Estádio Serra Dourada, Goiânia Toeschouwers: 3.000 Scheidsrechter: Nelson Rodríguez (VEN) |

|                                                       |                 |       |                                            |                                                                                        |
| 10 juli Copa América Groep B № 416 «onderlinge duels» | Ecuador         | 1 – 2 | Chili                                      | Estádio Serra Dourada, Goiânia Toeschouwers: 2.000 Scheidsrechter: Carlos Maciel (PAR) |
| 10 juli Copa América Groep B № 416 «onderlinge duels» | Raúl Avilés 89' |       | 44' Juvenal Olmos 88' Juan Carlos Letelier | Estádio Serra Dourada, Goiânia Toeschouwers: 2.000 Scheidsrechter: Carlos Maciel (PAR) |

|  |  |  |  |  |  |  |  |  |

|                                                    |                                   |       |                  |                                                                                        |
| 25 juli Vriendschappelijk № 417 «onderlinge duels» | Chili                             | 2 – 1 | Peru             | Estadio Carlos Dittborn, Arica Toeschouwers: 10.430 Scheidsrechter: Óscar Ortubé (BOL) |
| 25 juli Vriendschappelijk № 417 «onderlinge duels» | Lukas Tudor 42' Jorge Aravena 61' |       | 86' Juan Reynoso | Estadio Carlos Dittborn, Arica Toeschouwers: 10.430 Scheidsrechter: Óscar Ortubé (BOL) |

|                                                     |                        |       |                                                      |                                                                                              |
| 6 augustus WK-kwalificatie № 418 «onderlinge duels» | Venezuela              | 1 – 3 | Chili                                                | Estadio Brígido Iriarte, Caracas Toeschouwers: 10.000 Scheidsrechter: Carlos Montalbán (PER) |
| 6 augustus WK-kwalificatie № 418 «onderlinge duels» | Idelmaro Fernández 65' |       | 5' Jorge Aravena 34' Jorge Aravena 71' Iván Zamorano | Estadio Brígido Iriarte, Caracas Toeschouwers: 10.000 Scheidsrechter: Carlos Montalbán (PER) |

|                                                      |               |       |                          |                                                                                           |
| 13 augustus WK-kwalificatie № 419 «onderlinge duels» | Chili         | 1 – 1 | Brazilië                 | Estadio Nacional, Santiago Toeschouwers: 60.997 Scheidsrechter: Jesús Díaz Palacios (COL) |
| 13 augustus WK-kwalificatie № 419 «onderlinge duels» | Ivo Basay 90' |       | 63' (e.d.) Hugo González | Estadio Nacional, Santiago Toeschouwers: 60.997 Scheidsrechter: Jesús Díaz Palacios (COL) |

|                                                      | |       |           |                                                                                              |
| 27 augustus WK-kwalificatie № 420 «onderlinge duels» | Chili | 5 – 0 | Venezuela | Estadio Malvinas Argentinas, Mendoza Toeschouwers: 19.000 Scheidsrechter: Elias Jacomé (ECU) |
| 27 augustus WK-kwalificatie № 420 «onderlinge duels» | Juan Carlos Letelier 14' Juan Carlos Letelier 34' Patricio Yáñez 44' Juan Carlos Letelier 69' Jaime Vera 84' |       |           | Estadio Malvinas Argentinas, Mendoza Toeschouwers: 19.000 Scheidsrechter: Elias Jacomé (ECU) |

|                                                      |            |       |       |                                                                                              |
| 3 september WK-kwalificatie № 421 «onderlinge duels» | Brazilië   | 1 – 0 | Chili | Estádio do Maracanã, Rio de Janeiro Toeschouwers: 141.072 Scheidsrechter: Juan Loustau (ARG) |
| 3 september WK-kwalificatie № 421 «onderlinge duels» | Careca 49' |       |       | Estádio do Maracanã, Rio de Janeiro Toeschouwers: 141.072 Scheidsrechter: Juan Loustau (ARG) |

FFCh · A-internationals · Selecties · Bondscoaches · Chileens vrouwenelftal · Olympisch elftal · Chili U21 · Chili U20 · Chili U19 · Chili U18 · Chili U17
1910 – 1919 ·
1920 – 1929 ·
1930 – 1939 ·
1940 – 1949 ·
1950 – 1959 ·
1960 – 1969 ·
1970 – 1979 ·
1980 – 1989 ·
1990 – 1999 ·
2000 – 2009 ·
2010 – 2019 ·
2020 – 2029
WK 1930 · 
WK 1950 · 
WK 1962 · 
WK 1966 · 
WK 1974 · 
WK 1982 · 
WK 1998 · 
WK 2010 · 
WK 2014
OS 1928 · 
OS 1952 · 
OS 1984 · 
OS 2000
1910 · 
1911 · 1912 · 
1913 · 
1914 · 1915 · 
1916 · 
1917 · 
1918 · 
1919 · 
1920 · 
1921 · 
1922 · 
1923 · 
1924 · 
1925 · 
1926 · 
1927 · 
1928 · 
1929 · 
1930 · 
1931 · 1932 · 1933 · 1934 · 
1935 · 
1936 · 
1937 · 
1938 · 
1939 · 
1940 · 
1941 · 
1942 · 
1943 · 1944 · 
1945 · 
1946 · 
1947 · 
1948 · 
1949 · 
1950 · 
1951 · 
1952 · 
1953 · 
1954 · 
1955 · 
1956 · 
1957 · 
1958 · 
1959 · 
1960 · 
1961 · 
1962 · 
1963 · 
1964 · 
1965 · 
1966 · 
1967 · 
1968 · 
1969 · 
1970 · 
1971 · 
1972 · 
1973 · 
1974 · 
1975 · 
1976 · 
1977 · 
1978 · 
1979 · 
1980 · 
1981 · 
1982 · 
1983 · 
1984 · 
1985 · 
1986 · 
1987 · 
1988 · 
1989 · 
1990 ·
1991 · 
1992 · 
1993 · 
1994 · 
1995 · 
1996 · 
1997 · 
1998 · 
1999 · 
2000 · 
2001 · 
2002 · 
2003 · 
2004 · 
2005 · 
2006 · 
2007 · 
2008 · 
2009 · 
2010 · 
2011 · 
2012 · 
2013 · 
2014 · 
2015 · 
2016 ·
2017 ·
2018 ·
2019 ·
2020 ·
2021 ·
2022 ·
2023 ·
2024
Albanië ·
Algerije ·
Argentinië ·
Armenië ·
Australië ·
België ·
Bolivia ·
Bosnie en Herzegovina ·
Brazilië ·
Bulgarije ·
Burkina Faso ·
Canada ·
China ·
Colombia ·
Costa Rica ·
Cuba ·
DDR ·
Denemarken ·
Dominicaanse Republiek ·
Duitsland ·
Ecuador ·
Egypte ·
El Salvador · 
Engeland ·
Estland ·
Finland ·
Frankrijk ·
Ghana · 
Griekenland ·
Guatemala ·
Guinee ·
Haïti ·
Honduras ·
Hongarije ·
Ierland ·
IJsland ·
Irak ·
Iran ·
Israël ·
Italië ·
Ivoorkust ·
Jamaica ·
Japan ·
Joegoslavië ·
Kameroen ·
Kroatië ·
Litouwen ·
Marokko ·
Mexico ·
Nederland ·
Nieuw-Zeeland · 
Noord-Ierland ·
Noord-Korea ·
Oekraïne · 
Oman · 
Oostenrijk ·
Palestina ·
Panama · 
Paraguay ·
Peru ·
Polen ·
Portugal · 
Qatar ·
Roemenië · 
Rusland ·
Saoedi-Arabië ·
Schotland ·
Senegal ·
Servië ·
Slowakije ·
Sovjet-Unie ·
Spanje ·
Togo ·
Trinidad en Tobago ·  
Tsjecho-Slowakije ·
Tunesië · 
Turkije · 
Uruguay ·
Venezuela ·
Verenigde Arabische Emiraten ·
Verenigde Staten ·
Wales ·
Zambia ·
Zuid-Afrika ·
Zuid-Korea ·
Zweden ·
Zwitserland
Algerije (1982) · 
Australië (2014) · 
Brazilië (2014) · 
Honduras (2010) · 
Nederland (2014) · 
Oostenrijk (1982) · 
Spanje (2010) · 
Spanje (2014) · 
West-Duitsland (1982) · 
Zwitserland (2010)
CONMEBOL: Bolivia · Chili  · Colombia · Ecuador · Uruguay

UEFA: Albanië · België · Bulgarije · Cyprus · Denemarken · West-Duitsland · Duitse Democratische Republiek · Engeland · Faeröer · Finland · Frankrijk · Griekenland · Hongarije · IJsland · Ierland · Israël · Italië · Joegoslavië ·  Liechtenstein · Luxemburg · Malta · Nederland · Noord-Ierland · Noorwegen · Oostenrijk · Polen · Portugal · Roemenië · San Marino · Schotland ·  Sovjet-Unie ·  Spanje · Tsjecho-Slowakije · Turkije · Wales ·  Zweden · Zwitserland

CAF: Madagaskar